# Дзамбеккари, Франческо
Франческо Дзамбеккари (итал. Francesco Zambeccari; 1752, Болонья — 22 сентября 1812, там же) — граф, итальянский изобретатель, аэронавт, один из пионеров воздухоплавания.

## Биография
Служил в испанском флоте и был захвачен в плен турками-османами. Более двух лет находился в тюрьме Константинополя. Граф смог выйти на свободу только благодаря покровительству и вмешательству короля Испании.
Когда его выпустили на свободу, совершил путешествие по Востоку с научной целью. Вернувшись на родину после долгого отсутствия, стал изучать аэростаты и пришёл к убеждению, что можно управлять полётом шара с помощью вёсел. Построил один из первых водородных воздушных шаров в Великобритании.

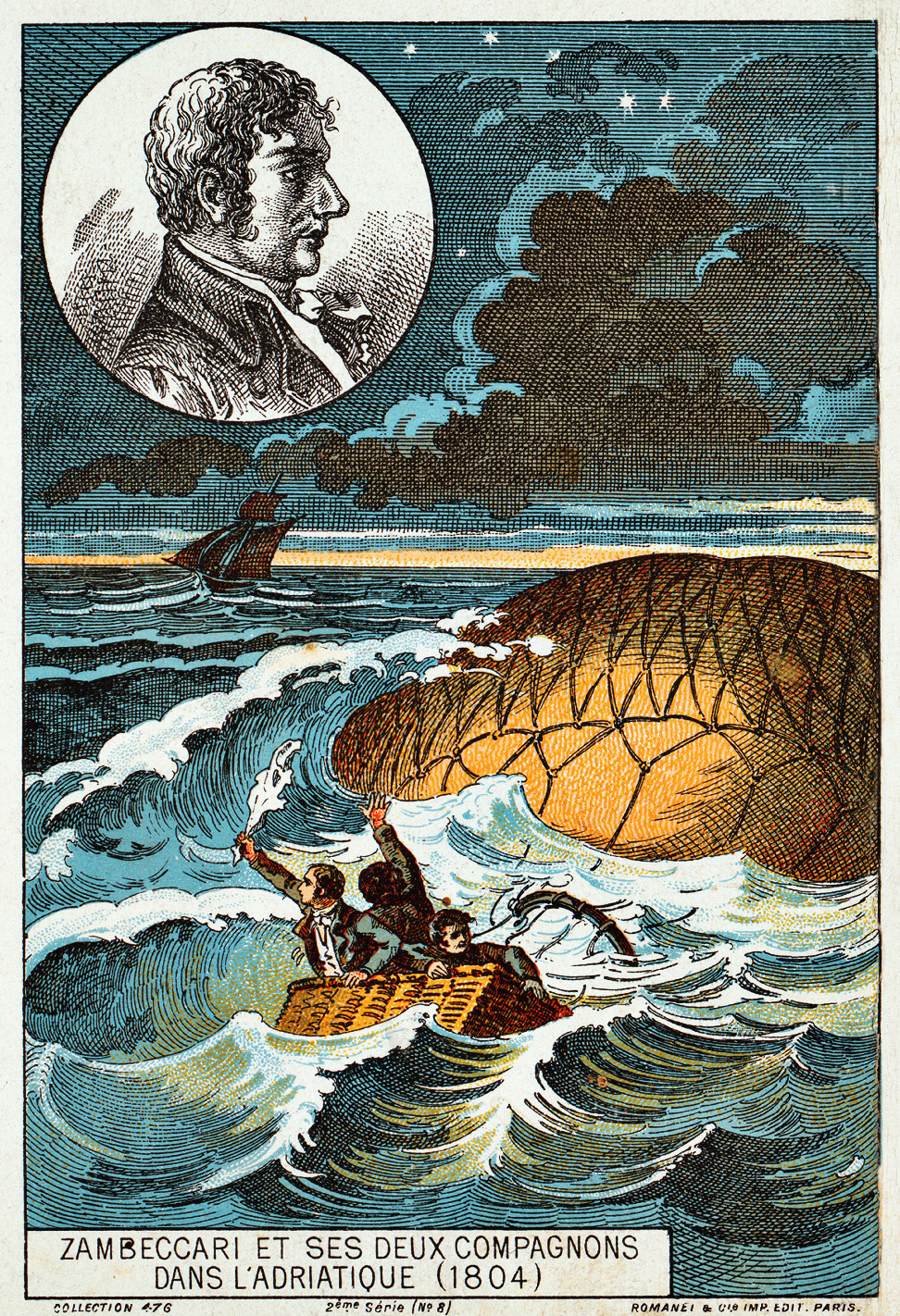
Ф. Дзамбеккари и два его друга во время авиарийной посадки в Адриатическое море, 1804 год (открытка из коллекции Гастона Тиссандье, хранится в Национальной Библиотеке Конгресса США)

Первый опыт применения своего изобретения произвел в Болонье в 1812 году на глазах многолюдной толпы. Вместе с учениками Паскуале Андреоли и Гаэтано Грассетти совершил несколько полётов на воздушном шаре в Италии и Англии. 23 марта 1785 года Ф. Дзамбеккари совместно с известным английским адмиралом сэром Эдвардом Верноном совершил успешный полёт над Лондоном .
В 1787 году приехал в Санкт-Петербург и поступил на службу в российский императорский флот.
Часто попадал в аварии и погиб во время полёта в Болонье 21 сентября 1812 года, когда на его воздушном шаре неожиданно возник пожар и тот упал  на землю со значительной высоты.